# بریتانیا
پادشاهی متحد بریتانیای کبیر و ایرلند شمالی (به انگلیسی: The United Kingdom of Great Britain and Northern Ireland) که بریتانیا یا پادشاهی متحد (UK) نیز گفته می‌شود، کشوری مستقل و فراقاره‌ای است که در شمال غربی اروپای قاره‌ای واقع شده است. بریتانیا یکی از مهم‌ترین بازیگران عرصهٔ سیاست و اقتصاد جهانی و از بزرگ‌ترین اقتصادهای جهان است. بریتانیا از انگلستان، اسکاتلند و ولز که روی هم جزیرهٔ بریتانیای کبیر را تشکیل می‌دهند و ایرلند شمالی که در شمال شرقی جزیره ایرلند واقع شده، تشکیل شده است. لندن پایتخت و بزرگ‌ترین شهر بریتانیا و نیز انگلستان است. بریتانیا را اقیانوس اطلس از غرب و شمال، دریای شمال در شرق، کانال انگلیس در جنوب و دریای ایرلند در غرب احاطه کرده است. مساحت بریتانیا ۲۴۳٬۶۱۰ کیلومتر مربع است و بر اساس تخمین سال ۲۰۲۳، حدود ۶۸٫۲ میلیون نفر جمعیت دارد.
نظام سیاسی بریتانیا پادشاهی مشروطه است که مبتنی بر نظام وستمینستر به مرکزیت شهر لندن اداره می‌شود. نظام سیاسی بریتانیا دارای پنج نوع انتخابات است که طی آن‌ها اعضای مجلس، کابینه، دولت‌های محلی، شهرداری‌ها، و کمیساریای پلیس انتخاب می‌شوند. اسکاتلند، ولز و ایرلند شمالی دارای دولت‌های واگذار شده خودشان هستند که با حدود اختیارات مختلف در چهار پایتخت به نام‌های ادینبورو، کاردیف و بلفاست اداره می‌شوند. هر چند جزایر گِرنزِی، جرزی و من وابسته به بریتانیا هستند ولی جزو آن به‌شمار نمی‌روند.
پادشاهی بریتانیای کبیر با اتحاد دو پادشاهی مستقل به نام‌های اسکاتلند و انگلستان شکل گرفته است. در سال ۱۷۰۷ دو مجلس مستقل کشورهای اسکاتلند و انگلستان بر اساس یک قرارداد سیاسی با نام «پیمان اتحاد انگلستان و اسکاتلند» تصمیم گرفتند که ادغام شده و پادشاهی بریتانیای کبیر را به وجود آوردند. در سال ۱۸۰۰، بر اساس قرارداد و مصوبه‌های دو طرفه مجلس ایرلند، ایرلند با پادشاهی بریتانیای کبیر متحد شد و پادشاهی متحد بریتانیای کبیر و ایرلند پایه‌گذاری شد که تا زمان خروج ایرلند تا سال ۱۹۲۲ وجود داشت. با جدایی بخش وسیعی از ایرلند، در نهایت نام رسمی آن که چهار کشور انگلستان، ولز، اسکاتلند و ایرلند شمالی را در بر می‌گیرد به پادشاهی متحده بریتانیای کبیر و ایرلند شمالی تغییر یافت. بریتانیا دارای ۱۴ سرزمین آن سوی دریا و ۵۳ قلمرو مشترک‌المنافع است. این سرزمین‌ها بقایای امپراتوری بریتانیا هستند. این امپراتوری که بزرگ‌ترین امپراتوری تاریخ به‌شمار می‌رود، در اوج خود در سده‌های ۱۹ و ۲۰ تقریباً به یک چهارم خشکی‌های کرهٔ زمین حکومت می‌راند. تأثیر استعمار بریتانیا را می‌توان در زبان انگلیسی، فرهنگ بریتانیایی و نظام‌های حقوقی مستعمرات سابق این امپراتوری مشاهده کرد.
بریتانیا کشوری توسعه‌یافته است و دارای ششمین اقتصاد بزرگ دنیا بر اساس تولید ناخالص داخلی و هشتمین اقتصاد دنیا بر پایهٔ برابری قدرت خرید است. بریتانیا نخستین کشور صنعتی دنیا و در طول سده ۱۹ و اوایل سده ۲۰ ابرقدرتی بی‌همتا در سطح بین‌الملل به‌شمار می‌رفت. بریتانیا هنوز هم در عرصه‌های اقتصادی، فرهنگی، علمی، نظامی و سیاسی دارای قدرت گسترده بین‌المللی است و جزء معدود اعضای ثابت دارای حق‌وتو در شورای امنیت سازمان ملل متحد از زمان پیدایش آن در سال ۱۹۴۶ است. این کشور یکی از قدرت‌های شناخته‌شدهٔ دارای جنگ‌افزار هسته‌ای در جهان است و از لحاظ هزینه‌های نظامی رتبهٔ چهارم جهان را دارد.
بریتانیا یکی از اعضای دائم شورای امنیت سازمان ملل و دارای حق وتو است. همچنین این کشور عضو سابق اتحادیه اروپا و پیش از آن عضو جامعهٔ اقتصادی اروپا از زمان پیدایش آن در سال ۱۹۷۳ بوده است. همچنین بریتانیا، عضو اتحادیه کشورهای مشترک‌المنافع، شورای اروپا، گروه هفت، گروه ۲۰، سازمان همکاری اقتصادی و توسعه و سازمان تجارت جهانی می‌باشد. بریتانیا در سال ۱۹۷۳ به اتحادیه اروپا پیوسته بود اما بریتانیایی‌ها در ۲۴ ژوئن ۲۰۱۶ به جدایی از اتحادیه اروپا رأی موافق دادند؛ و سرانجام بریتانیا در تاریخ (جمعه ۳۱ ژانویه سال ۲۰۲۰ در ساعت ۱۱ شب) به وقت محلی از اتحادیه اروپا جدا شد.

## تاریخ
تاریخ بریتانیا با عبور نخستین مهاجران از تنگه دوور و ورود آن‌ها به جزایر بریتانیا در هزاران سال پیش آغاز می‌گردد. با کشف تعدادی ابزار سنگی و ردپا در هَپیس‌برگ در نورفولک، معلوم شده است که از بیش از هشت هزار سال پیش انسان‌های باستانی در سرزمینی که اکنون به آن، انگلستان می‌گویند زندگی می‌کرده‌اند. قدیمی‌ترین مدرکی که از حضور انسان کنونی در شمال غرب اروپا در دست است، استخوان آرواره‌ای است که در سال ۱۹۲۷ در کِنتزکاورن در ناحیهٔ دِوون کشف شد. عمر این استخوان آرواره را در سال ۲۰۱۱ دوباره تخمین زدند و سن آن را حدود ۴۱۰۰۰ تا ۴۴۰۰۰ سال برآورد کردند.
انسان‌ها تا حدود ۱۲۰۰۰ سال پیش، یعنی تا انتهای آخرین عصر یخبندان، به‌طور پیوسته در این سرزمین سکونت داشته‌اند. در این ناحیه بقایای متعددی از دوران میان‌سنگی، نوسنگی، و عصر برنز وجود دارد، از جمله استون‌هنج و اِیوبری. ساکنان انگلستان در عصر آهن، همچون دیگر نواحی بریتانیا که در جنوب خور فورث هستند، سلت‌ها بودند. این سلت‌ها به نام بریتون مشهور هستند. البته در جنوب شرق انگلستان قبایل بلژی نیز سکونت داشتند. در سال ۴۳ پیش از میلاد فتح بریتانیا به دست جمهوری روم آغاز شد.
بریتانیا گرچه تا پیش از حمله ژولیوس سزار به گالیا چندان شناخته شده نبود، ولی صدها سال پیش از آن توسط ملوانان کارتاژ و یونان کشف شده بود.
یکی از نخستین کاشفانی که سواحل بریتانیا و ایرلند را کشف کرد جهانگردی به نام پایتیاس بود.
پایتیاس اهل جزیره مارسلی یا همان جزیره مارسلیا امروزی بود که در آن زمان کلونی‌های یونانی در آن سکونت داشتند. رومیان تا قرن پنجم پس از میلاد کنترل ایالت بریتانیا را حفظ کردند.
با پایان دوران حکمرانی رومیان بر بریتانیا، آنگلوساکسون‌ها توانستند در آن جا اسکان بیابند. معمولاً اسکان آنگلوساکسون‌ها را سرآغاز کشور انگلستان و نژاد انگلیسی می‌دانند. آنگلوساکسون‌ها که مجموعه‌ای از مردم ژرمن بودند، پادشاهی‌های متعددی را بنا گذشتند. این پادشاهی‌ها نخستین قدرت‌های انگلستان و بخش‌هایی از جنوب اسکاتلند بودند. آن‌ها با خود زبان انگلیسی باستان را آوردند. این زبان جایگزین زبان قبلی که زبان بریتانیایی بود شد. آنگلوساکسون‌ها با اخلاف دولت‌های بریتانیایی در ولز، کورن‌وال، و هن‌اوگ‌لد (شمال قدیم؛ بخش بریتونی‌زبان شمال انگلستان و جنوب اسکاتلند) و همچنین با یکدیگر می‌جنگیدند.
از حدود ۸۰۰ پس از میلاد یورش‌های پی‌درپی وایکینگ‌ها آغاز شد. اسکاندیناویایی‌ها برای نخستین بار در سال ۸۵۱ میلادی در خاک انگلستان اقامتگاه دائمی بر پا کردند. این قوم کنترل قسمت‌های پهناوری از این سرزمین را در دست گرفتند. تنها پادشاهی وسکس که بر تمامی جنوب انگلستان سلطه داشت موفق شد کاملاً مستقل باقی بماند. در طول این دوره حاکمان زیادی تلاش کردند تا پادشاهی‌های گوناگون آنگلوساکسون را که گاهی به یکدیگر نزدیک می‌شدند و گاهی تشدد بین آن‌ها حاکم می‌شد، با هم متحد کنند. این تلاش‌ها در قرن دهم میلادی منجر به ظهور پادشاهی انگلستان شد.
با توجه به نابسامانی‌های موجود در اراضی تحت کنترل دانمارکی‌ها، پادشاهان وسکس به عنوان تنها حاکمان محلی، از سال ۸۹۹ میلادی شروع باز پس‌گیری انگلستان کردند. این فرایند در سال ۹۵۴ میلادی با سلطه بر تمامی سرزمین‌هایی که تحت حاکمیت دشمن بودند و با به رسمیت شناخته شدن حاکمیت پادشاه وسکس بر تمامی انگلستان، با توفیق به پایان رسید. البته این موضوع به معنای خارج شدن اسکاندیناویایی‌ها از این سرزمین نبود. بلکه با وجود رخت بربستن عده قلیلی، حاکمان کوچک‌تر دانمارکی با حفظ رده‌ها و زمین‌هایشان سر جای پیشین خود باقی ماندند ولی وادار به تبعیت از پادشاهان انگلستان شدند.

### ریشه نام
در این مورد تعاریف متفاوتی وجود دارد. احتمالاً این نام ریشه در زبان اولین ساکنان جزیره دارد. نام لاتین Britannia از کلمه brith از زبان سلت‌ها مشتق شده و به معنای رنگارنگ یا لکه دار است. از قرار معلوم رنگ کردن بدن در آن دوران رایج بوده.
براساس برخی منابع دیگر نام بریتانیا برگرفته از نام قدیم این ناحیه در زمان بریتانیای روم به همراه شمایلی انسان‌دیسی شده در ظاهر یک بانو از الهه‌ای فنیقیه‌ای می‌باشد.
اگر به سکه‌های ۵۰ پنی و دو پوندی نگاهٔ کنید، تصویر هک شده زنی مسلح با نیزه سه‌شاخه و کلاهخود و سپر را خواهید دید؛ و این زن الهه‌ای است که تجسم ملی بریتانیا است و نامش را به آن سرزمین داده.
این زن نماد غرور، قدرت و اتحاد ملی مردم بریتانیا برای صدها سال بوده و همچنین در گذشتهٔ به شکل به خصوصی با قدرت دریایی آن کشور ارتباط داشتهٔ.
او الهه‌ای بود که با فتوحات رومی‌ها به جزایر بریتانیا برده شد و بعدها نامش توسط ژولیوس سزار به تمامی آن سرزمین داده شد.
این الههٔ بر اساس یک الههٔ دیگر رومی به نام مینروا بنا شده که حامی هنر و تجارت و خرد بود. گرچه مینروا درحقیقت خودش نسخه رومی آتنا و تخصیص شده آن الههٔ بود و خود آتنا نیز برگرفته از یک الهه فنیقی به نام باراتی بوده که به عنوان الهه آب‌ها و دریاها شناخته می‌شد.
پس از آنکه آخرین سرباز رومی در سال ۴۰۷ میلادی انگلستان را ترک کرد آن سرزمین بزودی تحت تازش اقوام آنگلوساکسون قرار گرفت و سلت‌های ساکن آنجا به مناطقی همچون اسکاتلند، ولز، ایرلند و شمال فرانسه عقب‌نشینی کردند و نام بریتانیا را با خود به آن مناطق بردند.
در قرن ۱۶ و ۱۷ و در زمان حکمرانی ملکه الیزابت یکم انگلیسی‌ها موفق شدند که یک تهاجم بزرگ دریایی اسپانیا را با موفقیت دفع کنند و این پیروزی دریایی که در زمان رهبری یک حکمران زن به‌دست آمده بود زمینه بازگشت اسطوره بریتانیا را فراهم آورد و تبدیل به نماد قدرت ملی انگلستان شد.
همچنین این نماد باری دیگر در زمان شکل‌گیری بریتانیا از اتحاد انگلستان و اسکاتلند و ولز مورد توجه قرار گرفت و تبدیل به نمادی برای اتحاد این چهار سرزمین شد و نام خودش را به این پادشاهی متحد داد؛ و در نهایت این نماد باری دیگر در زمان حکمرانی ملکه ویکتوریا و پدیده انقلاب صنعتی و پیشرفت قدرت اقتصادی و نظامی بریتانیا باری دیگر مورد توجه قرار گرفت و پس از آن تبدیل به یک نماد و تجسم ملی برجسته در بریتانیا شد.

## جغرافیا

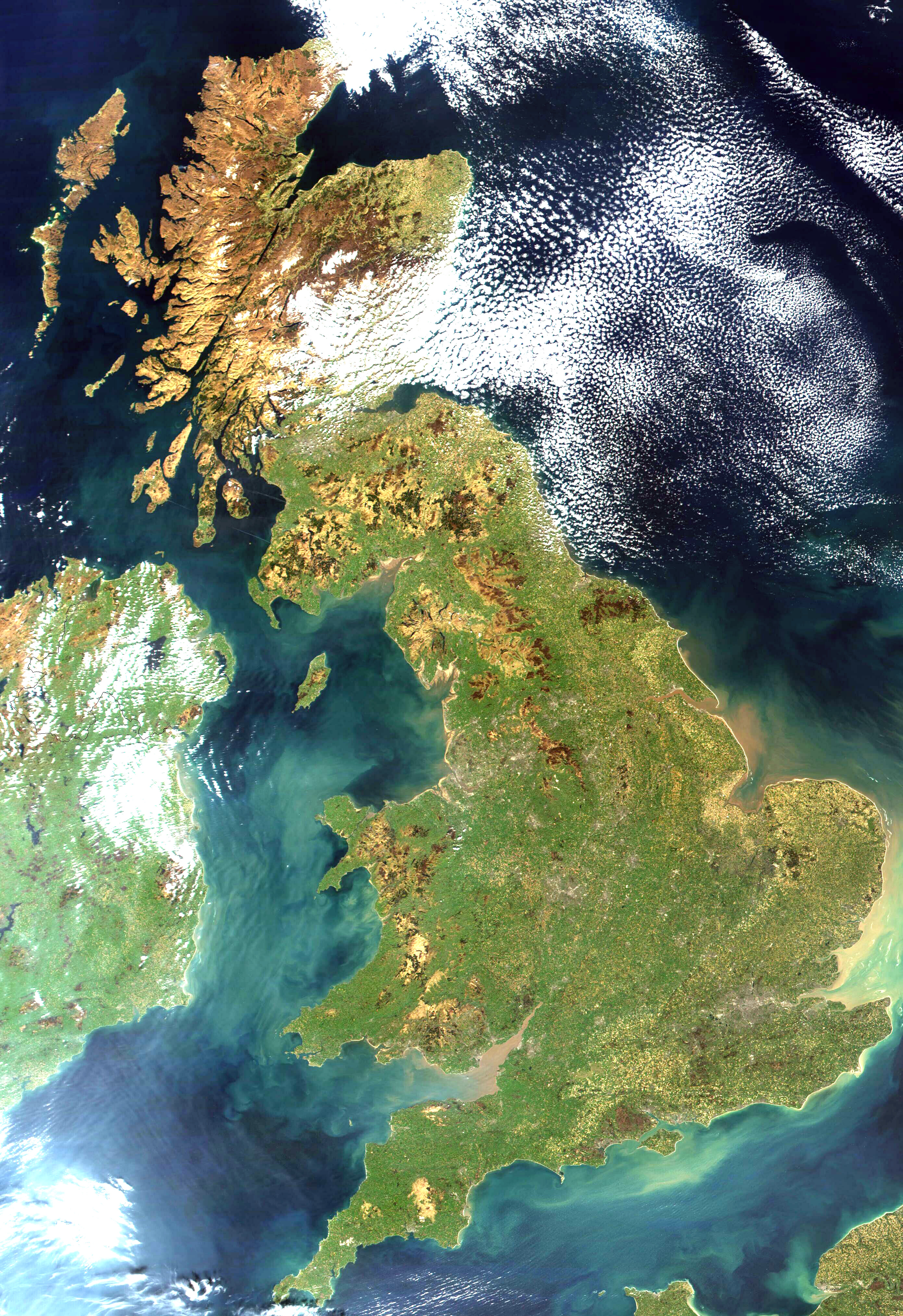
تصویر ماهواره‌ای بریتانیای کبیر در سال ۲۰۰۲

بریتانیا در سواحل شمال غربی اروپا واقع شده است و توسط دریای شمال از شبه جزیره اسکاندیناوی و هلند، و توسط کانال مانش از فرانسه جدا می‌گردد. این کشور از دو جزیره اصلی تشکیل شده است؛ جزیره اصلی و بزرگ‌تر «بریتانیای کبیر» نامیده می‌شود و شامل اسکاتلند، ولز و انگلستان است. جزیرهٔ دیگر، جزیره ایرلند است که توسط دریای ایرلند از بریتانیای کبیر جدا می‌شود و شامل ایرلند شمالی (در شمال) و جمهوری ایرلند (در جنوب) می‌باشد. جمهوری ایرلند (ایرلند جنوبی) یک کشور مستقل و عضوی از اتحادیه اروپا است و بخشی از کشور بریتانیا محسوب نمی‌شود.

## آب و هوا

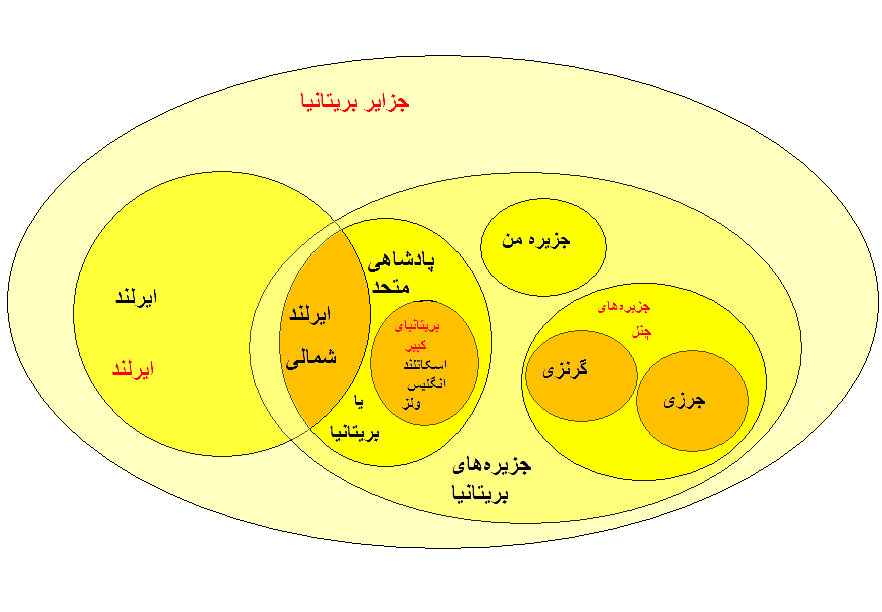
قواعد نامگذاری جزایر بریتانیا

آب و هوای بریتانیا، مرطوب و معتدل بوده و میانگین دما در تابستان بین ۱۷ تا ۱۳ درجه و در زمستان بین ۷ تا ۵ درجه سانتی گراد متغیر است. میزان بارندگی سالانه در نوسان بوده و در اطراف «منطقه دریاچه» (Lake District) بالاترین میزان را دارد.

## اقتصاد
بریتانیا در گروه هشت در سه سال پیاپی، سریع‌ترین رشد اقتصادی را به خود اختصاص داده است.
صنعت خودرو سازی در بریتانیا از اهمیت ویژه‌ای برخوردار است. از جمله برندهای معروف انگلیسی می‌توان به رولز رویس، آستون مارتین، لندروور، جگوار، مک لارن و بنتلی اشاره کرد.
۷۶ درصد زمین‌های بریتانیا زیر کشت هستند و اگرچه عدهٔ کمی از جمعیت این کشور به کشاورزی مشغول هستند اما تولیدات آنها، علاوه بر تأمین نیازهای داخلی به خارج نیز صادر می‌شوند. محصولات مهم کشاورزی بریتانیا عبارت‌اند از: گندم – جو – سیب زمینی – گوجه فرنگی – نیشکر و سبزیجات. این کشور دارای چراگاه‌های دائمی زیادی است که در آن‌ها گوسفند، گاو، خوک و طیور پرورش می‌یابد. در اقتصاد بریتانیا، صیادی و جنگلداری جایگاه ویژه‌ای دارد. ذخایر معدنی آن شامل: زغال سنگ که در تولید برق بکار می‌رود؛ نفت خام و گاز طبیعی که در مراکز صنعتی، تجاری و مسکونی به مصرف می‌رسند و منیزیم، فسفات – مس و آنتیموان است. صادرات این کشور که شامل: گوشت – لبنیات – کالاهای الکترونیکی - ماشین آلات صنعتی - اتومبیل - کشتی – قطعات و موتور هواپیما - غلات – تنباکو و نفت خام می‌باشد. بریتانیا از خدمات یک شبکهٔ حمل و نقل بسیار گسترده بهره‌مند است.

### روابط اقتصادی با هند
بریتانیا و هند دارای سرمایه‌گذاری‌های وسیع و رو به رشدی در کشورهای یکدیگر هستند و گرایشی قابل توجه به گسترش این سرمایه‌گذاری در هر دو طرف وجود دارد. از لحاظ میزان سرمایه‌گذاری خارجی در هند، بریتانیا در ردهٔ سوم قرار می‌گیرد و سرمایه‌گذاران هندی نیز از لحاظ تعداد طرح‌های اجرا شده در بریتانیا رده سوم را پس از سرمایه‌گذاران آمریکایی و فرانسوی به خود اختصاص داده‌اند. به عنوان مثال، گروه صنعتی و بازرگانی تاتا با نیروی کاری حدود ۶۵ هزار نفر، بزرگ‌ترین کارفرمای در بخش صنایع تولیدی بریتانیاست.

## سیاست

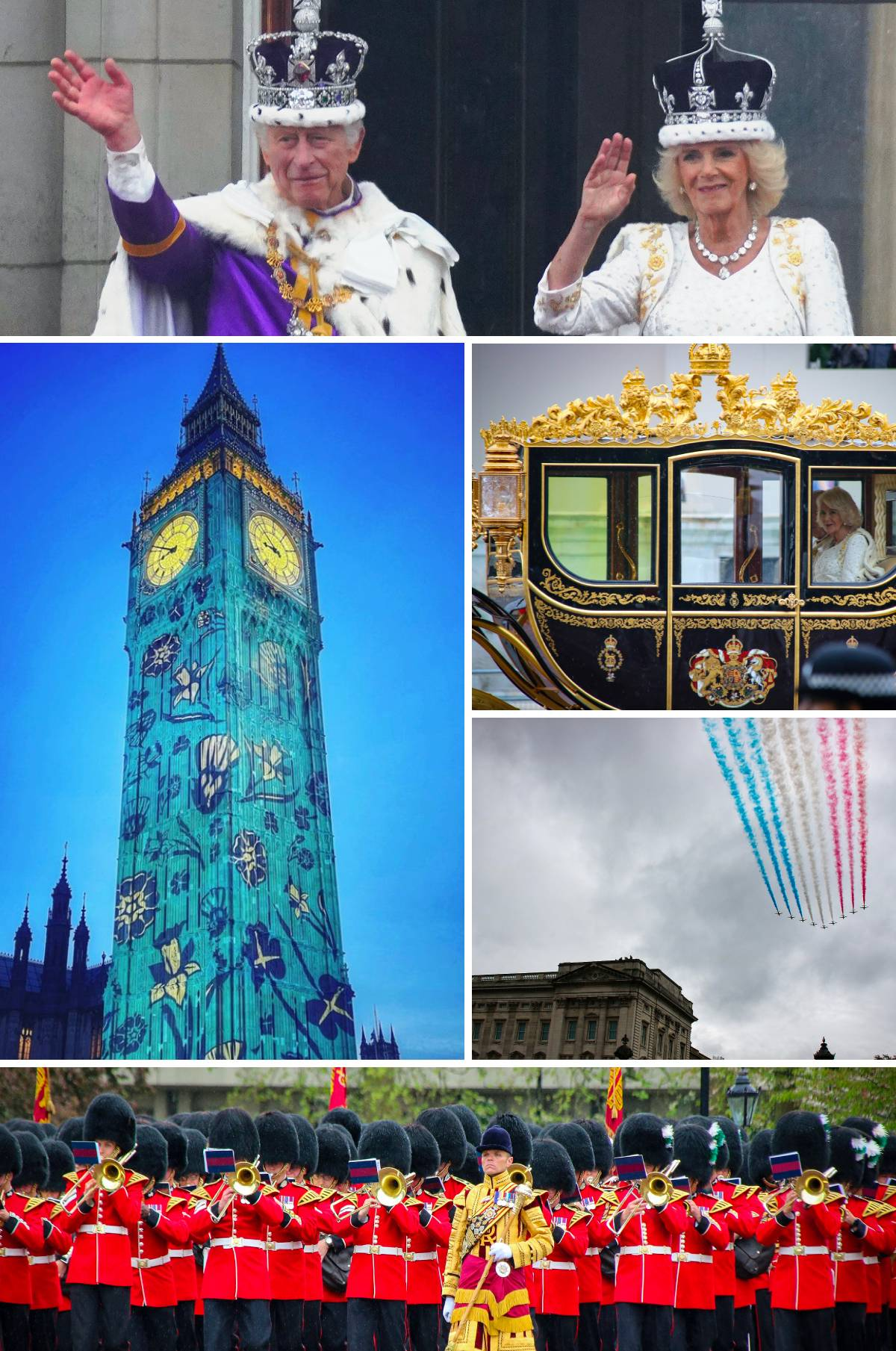
تاج‌گذاری چارلز سوم و کامیلا

### مقام سلطنت
در بریتانیا، مقام سلطنت جنبه تشریفاتی و نمادین دارد و اگرچه بسیاری از نهادهای حکومتی به نام پادشاه یا ملکه این پادشاهی فعالیت می‌کنند، اما او عملاً دارای اختیارات اجرایی و در نتیجه، مسئولیت سیاسی نیست و تصمیمات حکومتی، حتی در مورد بسیاری از موضوع‌های مربوط به خاندان سلطنتی و نهاد سلطنت، به نام پادشاه یا ملکه اما توسط دولت، پارلمان و دیگر نهادها گرفته و اجرا می‌شوند.
هم‌اکنون، چارلز سوم، رئیس کشور بریتانیا و ۱۴ قلمروی مشترک‌المنافع دیگر است.

### نظام حقوقی
بریتانیا نظام حقوقی واحدی ندارد بلکه دارای ۳ نظام حقوقی مجزا است. نظام حقوقی انگلستان محدود به انگلستان و ولز است. نظام حقوقی ایرلند شمالی که محدود به ایرلند شمالی است و نظام حقوقی اسکاتلند که در اسکاتلند اجرا می‌شود. نظام حقوقی انگلستان و ایرلند هر دو بر اساس اصول کامن لا تنظیم شده‌اند. کامن لا به‌طور خلاصه به این معنی است که حقوق توسط قضات دادگاه‌ها با در نظر گرفتن قوانین، سابقه قضایی و عقل سلیم ساخته می‌شود. نظام حقوقی اسکاتلند هم ترکیبی از کامن لا و نظام حقوق مدون است. قانون اتحاد ۱۷۰۷ بین پادشاهی‌های اسکاتلند و انگلستان که منجر به تشکیل بریتانیای کبیر شد، استقلال نظام قضایی اسکاتلند از بقیه بریتانیا را تضمین می‌کند.

## روابط خارجی
بریتانیا یکی از پنج عضو دائم شورای امنیت سازمان ملل متحد، گروه هشت، گروه ۲۰، سازمان جهانی تجارت و پیمان دفاعی آتلانتیک شمالی (ناتو) است. بریتانیا از اعضای سابق اتحادیه اروپا به‌شمار می‌رفت که نهایتاً در تاریخ ۳۱ ژانویه سال ۲۰۲۰ میلادی از این اتحادیه جدا شد.

## واحد پول

کشورهایی که از یکای پول پوند استفاده می‌کنند

واحد پول بریتانیا پوند استرلینگ (به انگلیسی: Pound Sterling) است که با نماد £ شناخته می‌شود و قدیمی‌ترین واحد پولی در حال استفاده در جهان می‌باشد. پول مسکوک در تمامی بریتانیا یکی است و توسط بانک انگلستان (به انگلیسی: Bank of England) تولید و توزیع می‌شود. اما بانک‌های اسکاتلند و ایرلند شمالی مجاز هستند اسکناس‌های خود را چاپ و توزیع کنند. تمامی این اسکناس‌ها علی‌رغم تفاوت ظاهری «پوند استرلینگ» هستند و از نظر ارزش برابرند (هرچند که در بازارهای غیررسمی ارز ایرلند با قیمت‌های متفاوت عرضه می‌شوند).

### تاریخچهٔ تقسیم پوند به واحدهای کوچک‌تر
اکنون پوند به یکصد پنی تقسیم می‌شود اما تا سال ۱۹۷۰ پوند تقسیمات گوناگونی داشت. یک پوند برابر با ۲۰ شیلینگ بود. هر ۲ شیلینگ واحد دیگری به نام فلورین را تشکیل می‌داد؛ بنابراین هر ۱۰ فلورین یک پوند می‌شد. هر شیلینگ برابر با ۱۲ پنی بود در نتیجه یک پوند ۲۴۰ پنی می‌شد. تقسیمات واحد پول بریتانیا به این موارد محدود نبود. هر پنج شیلینگ مساوی با یک کرون بود و هر پوند به ۴ کرون تقسیم می‌شد. بین سال‌های ۱۹۶۷ تا ۱۹۷۰ این تقسیمات پیچیده حذف شدند و پوند بریتانیا به صورت ساده برابر با یکصد پنی شد.

## مراقبت‌های بهداشتی

لوگوی سازمان ملی تأمین بهداشت و درمان (ان‌اچ‌اس)

در بریتانیا به تدریج و با تأسیس سرویس سلامت همگانی (ان‌اچ‌اس) در سال (۱۹۴۸) توسط نایرون بوین، وزیر بهداری در دولت کارگری کلمنت اتلی گسترش خدمات رایگان پزشکی و بهداشتی آغاز شد. بودجهٔ سازمان مزبور که از محل مالیات مستقیم شهروندان بریتانیایی تأمین می‌شود در طی پنج دهه گذشته همواره سنگین‌ترین بخش بودجه را به خود اختصاص داده است. سرویس سلامت همگانی (ان‌اچ‌اس) که هم‌اکنون در بریتانیا به عنوان یک میراث ملی محسوب می‌گردد منتقدانی نیز دارد. آنان معتقدند این سازمان در قرن ۲۱ پاسخگوی احتیاجات و انتظارات مردم نیست و تأمین هزینه‌های آن خارج از توانایی مالی دولت قرار دارد.

## شهرهای بزرگ

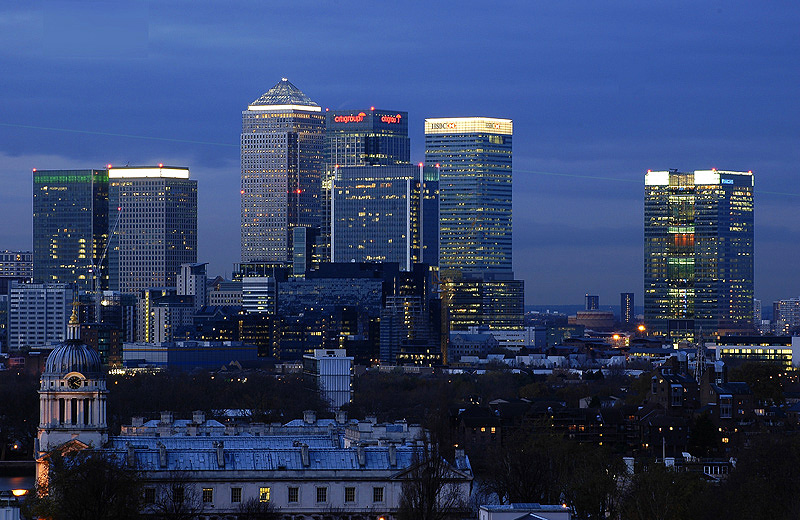
نمایی از مراکز تجاری کاناری وارف در شهر لندن که بزرگ‌ترین شهر بریتانیا و یکی از مراکز تجاری اروپا است.

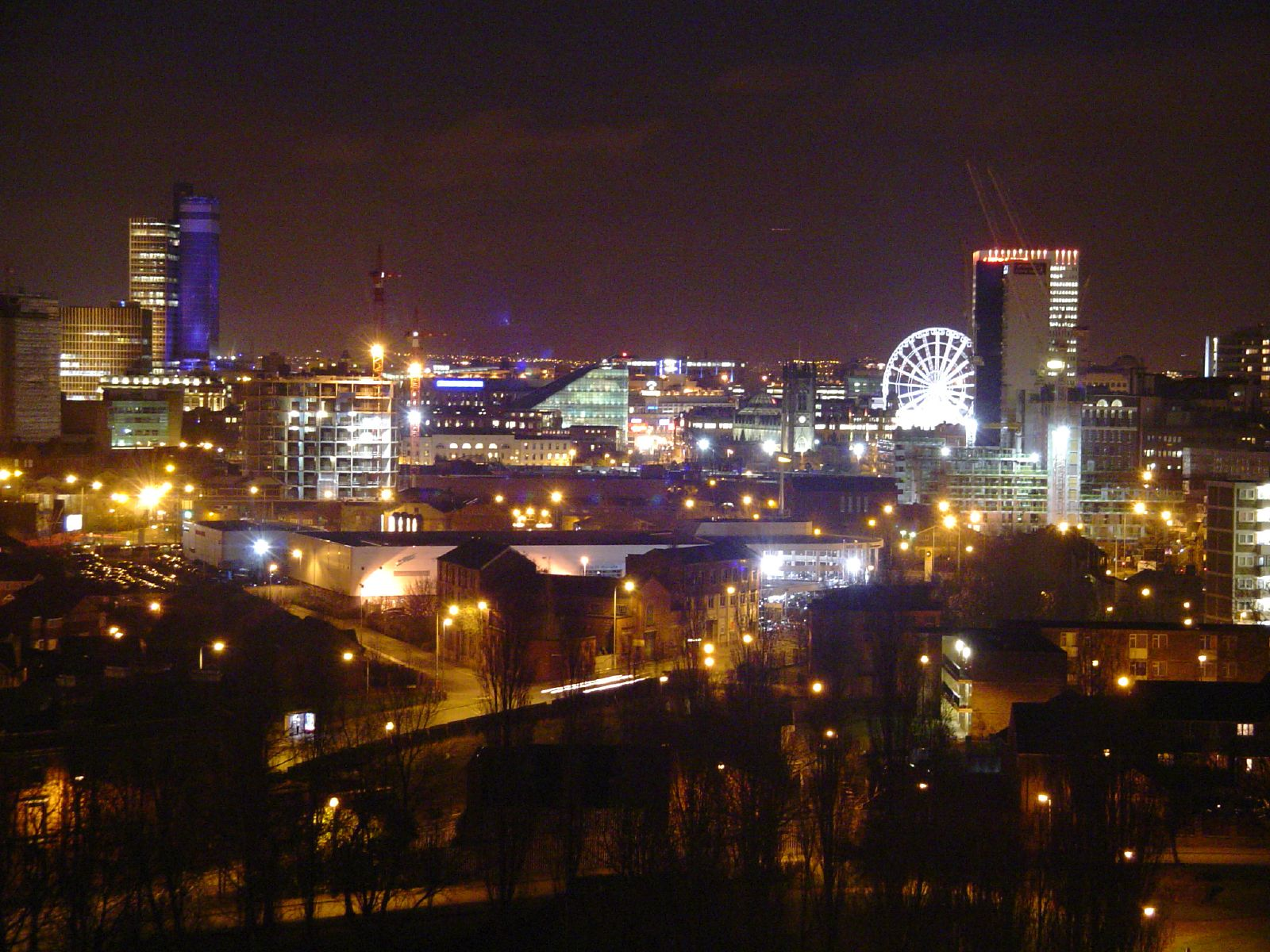
نمایی از مرکز شهر منچستر در شب.

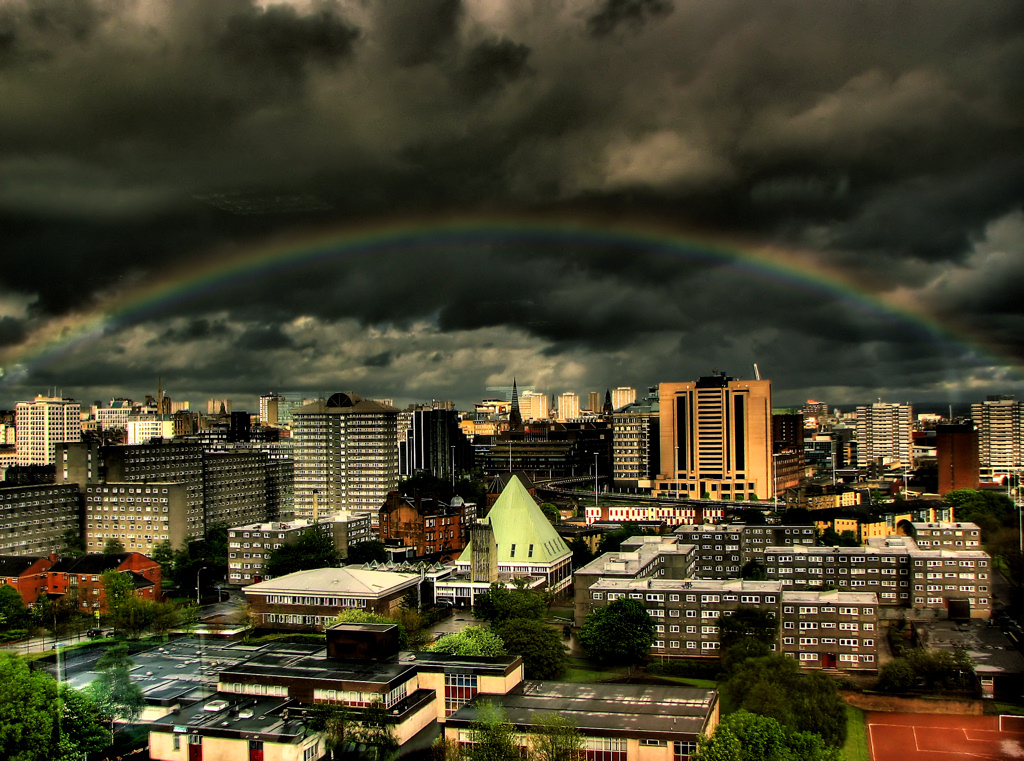
نمایی از منطقه فینیستون در شهر گلاسگو.

تقسیمات کشوری در بریتانیا دارای مراکز زیر هستند:
- لندن: پایتخت انگلستان و هم‌زمان پایتخت کل پادشاهی بریتانیا
- ادینبرو: پایتخت اسکاتلند
- کاردیف: پایتخت ولز
- بلفاست: پایتخت ایرلند شمالی

شهر لندن پایتخت و پرجمعیت‌ترین شهر بریتانیا است. جدول زیر ده شهر پرجمعیت بریتانیا را به همراه «جمعیت منطقه شهری» و «جمعیت منطقه کلان‌شهری» نشان می‌دهد:
| رتبه | شهر       | جمعیت در محدوده شهری | جمعیت با احتساب حومه | جمعیت با احتساب حومه | رتبه     | منطقه |           |           |   |          |
| ---- | --------- | -------------------- | -------------------- | -------------------- | -------- | ----- | --------- | --------- | - | -------- |
| رتبه | شهر       | جمعیت در محدوده شهری | ۱                    | لندن                 | رتبه     | منطقه | ۸٬۷۰۶٬۰۰۰ | ۹٬۷۸۷٬۰۰۰ | ۱ | انگلستان |
| ۲    | بیرمنگهام | ۱٬۱۴۱٬۰۰۰            | ۲٬۴۴۰٬۰۰۰            | ۲                    | انگلستان |       |           |           |   |          |
| ۳    | لیدز      | ۷۸۹٬۰۰۰              | ۱٬۷۷۷٬۰۰۰            | ۴                    | انگلستان |       |           |           |   |          |
| ۴    | گلاسگو    | ۶۲۷٬۰۰۰              | ۱٬۱۹۹٬۰۰۰            | ۵                    | اسکاتلند |       |           |           |   |          |
| ۵    | شفیلد     | ۵۸۲٬۰۰۰              | ۶۸۵٬۰۰۰              | ۷                    | انگلستان |       |           |           |   |          |
| ۶    | منچستر    | ۵۴۷٬۰۰۰              | ۲٬۵۵۳٬۰۰۰            | ۳                    | انگلستان |       |           |           |   |          |
| ۷    | لیورپول   | ۴۹۵٬۰۰۰              | ۸۶۴٬۰۰۰              | ۶                    | انگلستان |       |           |           |   |          |
| ۸    | ادینبرو   | ۴۸۸٬۰۰۰              | ۵۱۸٬۰۰۰              | ۹                    | اسکاتلند |       |           |           |   |          |
| ۹    | بریستول   | ۴۶۳٬۰۰۰              | ۶۱۷٬۰۰۰              | ۸                    | انگلستان |       |           |           |   |          |
| ۱۰   | لِستِر      | ۳۳۰٬۰۰۰              | ۵۰۹٬۰۰۰              | ۱۰                   | انگلستان |       |           |           |   |          |

## پرچم بریتانیا
پادشاهی بریتانیا در سال ۱۷۰۷ میلادی در پی اتحاد پادشاهی انگلستان (شامل انگلستان و ولز) در جنوب و پادشاهی اسکاتلند در شمال بریتانیا به وجود آمد. پرچم مشهور بریتانیا از ترکیب پرچم‌های این دو پادشاهی و ایرلند شمالی ایجاد شده است: پرچم سنت اندروز (اسکاتلند) دارای زمینه آبی با ضربدر سفید و پرچم سنت جرج (انگلستان) دارای زمینه سفید و صلیب سرخ، پرچم سنت پتریک که دارای زمینه سفید با ضربدر سرخ است. بعداً به عنوان نماد ایرلند شمالی به پرچم اتحاد افزوده شد. این پرچم «پرچم اتحاد» نام دارد که به زبان انگلیسی Union Jack و Union Flag نامیده می‌شود.
نقش پرچم بریتانیا در طول ۳۰۰ سال گذشته در پرچم‌های کشورهای بسیاری از جمله هند، استرالیا، نیوزیلند، قبرس، ایالات متحده آمریکا، فلسطین، کنیا، نیجریه، سیلان، جامائیکا، کانادا و سنگاپور وجود داشته است. در سال ۱۹۹۹ پس از بازپس دادن هنگ کنگ به چین، نقش پرچم بریتانیا از پرچم هنگ کنگ حذف شد.
امروزه چهار کشور استرالیا، نیوزیلند، فیجی و تووالو کماکان نقش پرچم بریتانیا را در پرچم ملی خود حفظ کرده‌اند. این نقش همچنان در پرچم برخی از استان‌های کانادا مانند (بریتیش کلمبیا، مانیتوبا و انتاریو) و پرچم ایالت هاوایی در ایالات متحده آمریکا حضور دارد.

## گروه کشورهای مشترک‌المنافع

قلمروی مشترک‌المنافع

بریتانیا در راس اتحادیه کشورهای مشترک‌المنافع (مشترک‌المنافع) قرار دارد. ارگان کشورهای مشترک‌المنافع شامل ۵۳ کشور مستقل است که همه آن‌ها به جز موزامبیک و کامرون قبلاً مستعمره امپراتوری بریتانیا بوده‌اند. چهارچوب همکاری کشورهای این ارگان بر اساس اعلامیه سنگاپور مصوب سال ۱۹۷۱ حول توسعه ارزش‌های مشترک مانند حقوق بشر، حکومت قانون، آزادی‌های فردی، مساوات، دموکراسی، تجارت آزاد، صلح جهانی و همکاری‌های چندجانبه است.

یک پوستر تبلیغاتی از بریتانیا برای کشورهای مشترک المنافع

در حال حاضر چارلز سوم نماد همبستگی میان تمامی ۵۳ عضو ارگان کشورهای مشترک‌المنافع است. عضویت در این ارگان به عنوان اتحاد سیاسی تلقی نمی‌شود و پذیرش ملکه الیزابت دوم به عنوان نماد ارگان به معنای پیروی سیاسی کشورهای عضو از بریتانیا نیست.
در عین حال، بالاترین مقام تشریفاتی دربار بریتانیا (چارلز سوم) عنوان «ریاست کشور» را در ۱۶ عضو کشورهای مشترک‌المنافع دارا است. این کشورها به اصطلاح «قلمروی مشترک‌المنافع» خوانده می‌شوند. مقام ریاست کشور مقامی تشریفاتی است و در عمل کارهای روزمره کشورهای قلمرو از طریق دولت انتخابی به ریاست نخست‌وزیر انجام می‌شود. این کشورها شامل استرالیا، نیوزیلند، پاپوآ گینه نو، جزایر سلیمان، تووالو در اقیانوسیه، کانادا در آمریکای شمالی، بلیز در آمریکای جنوبی، و آنتیگوا و باربودا، باهاما، باربادوس، گرنادا، جامایکا، سنت کیتز و نویس، سنت لوسیا، سنت وینسنت و گرنادین در (هند غربی و جزایر کارائیب) هستند.

### بازی‌های المپیک کشورهای مشترک‌المنافع

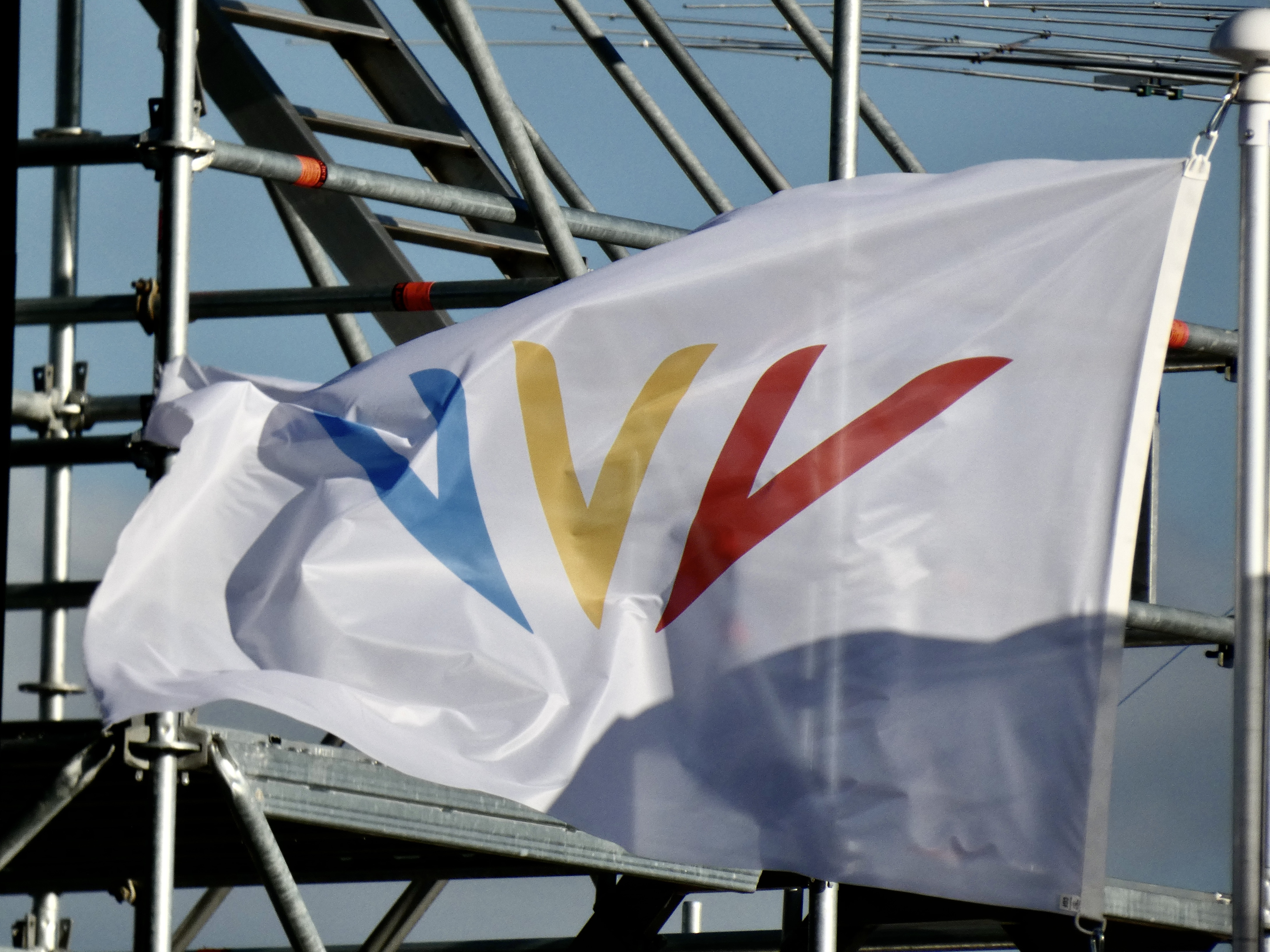
پرچم بازی‌های کشورهای مشترک‌المنافع

هر چهار سال یکبار بازی‌های اتحادیه کشورهای مشترک‌المنافع در یکی از شهرهای اعضا برگزار می‌شود. این رویداد چندورزشی بزرگ‌ترین رویداد ورزشی بعد از بازی‌های المپیک و بازی‌های آسیایی است. ایده برگزاری این بازی‌ها در سال ۱۸۹۱ مطرح شد، در سال ۱۹۱۱ به بهانه تاج‌گذاری جرج پنجم پادشاه بریتانیا بین تیم‌های استرالیا، آفریقای جنوبی، کانادا و بریتانیا انجام گرفت و از سال ۱۹۳۰ به همه اعضای کشورهای مشترک‌المنافع تعمیم یافت.

### رانندگی در کشورهای مشترک‌المنافع
در تمامی کشورهای مشترک‌المنافع به استثنای کانادا رانندگی مانند بریتانیا از سمت چپ جاده انجام می‌شود و اتومبیل‌ها معمولاً فرمان راست هستند.

### آمار کشورهای مشترک‌المنافع
۵۳ عضو اتحادیه کشورهای مشترک‌المنافع روی هم ۱٬۹ میلیارد نفر جمعیت دارند که تقریباً معادل ۳۰٪ جمعیت کره زمین است. تولید ناخالص ملی این گروه معادل ۷٬۸ ترلیون دلار معادل ۱۶ درصد اقتصاد جهانی است. مساحت کل کشورهای مشترک‌المنافع ۳۱٬۵ میلیون کیلومتر مربع معادل یک سوم خشکی‌های زمین است. پهناورترین کشورهای عضو مشترک‌المنافع کانادا (۹٬۸ میلیون کیلومتر مربع)، استرالیا (۷٬۷ میلیون کیلومتر مربع) و هند (۳٬۱ میلیون کیلومتر مربع) هستند.

## دین و مذهب
| دین در بریتانیا (سرشماری ۲۰۲۱) | دین در بریتانیا (سرشماری ۲۰۲۱) | دین در بریتانیا (سرشماری ۲۰۲۱) | دین در بریتانیا (سرشماری ۲۰۲۱) | دین در بریتانیا (سرشماری ۲۰۲۱) |
| ------------------------------ | ------------------------------ | ------------------------------ | ------------------------------ | ------------------------------ |
| دین                            | دین                            |                                | درصد                           | درصد                           |
| مسیحی                          | مسیحی                          |                                | ۴۶٫۵٪                          | ۴۶٫۵٪                          |
| بی‌دینی                         | بی‌دینی                         |                                | ۳۷٫۸٪                          | ۳۷٫۸٪                          |
| اسلام                          | اسلام                          |                                | ۶٫۰٪                           | ۶٫۰٪                           |
| هندو                           | هندو                           |                                | ۱٫۶٪                           | ۱٫۶٪                           |
| سیک                            | سیک                            |                                | ۰٫۸٪                           | ۰٫۸٪                           |
| یهودیت                         | یهودیت                         |                                | ۰٫۴٪                           | ۰٫۴٪                           |
| بودایی                         | بودایی                         |                                | ۰٫۴٪                           | ۰٫۴٪                           |

در یک نظرسنجی در سال ۲۰۰۱ ۷۱٫۹٪ مردم بریتانیا اعتقاد خود را مسیحی، ۱۵/۲٪ بی‌دین، ۲٫۳٪ مسلمان، ۱٪ هندو ۰٫۶٪ سیک، ۰٫۵٪ یهودی، ۰٫۳٪ بودایی و ۰٫۳٪ سایر مطرح کردند.

## تنوع فرهنگ در بریتانیا

### لهجه

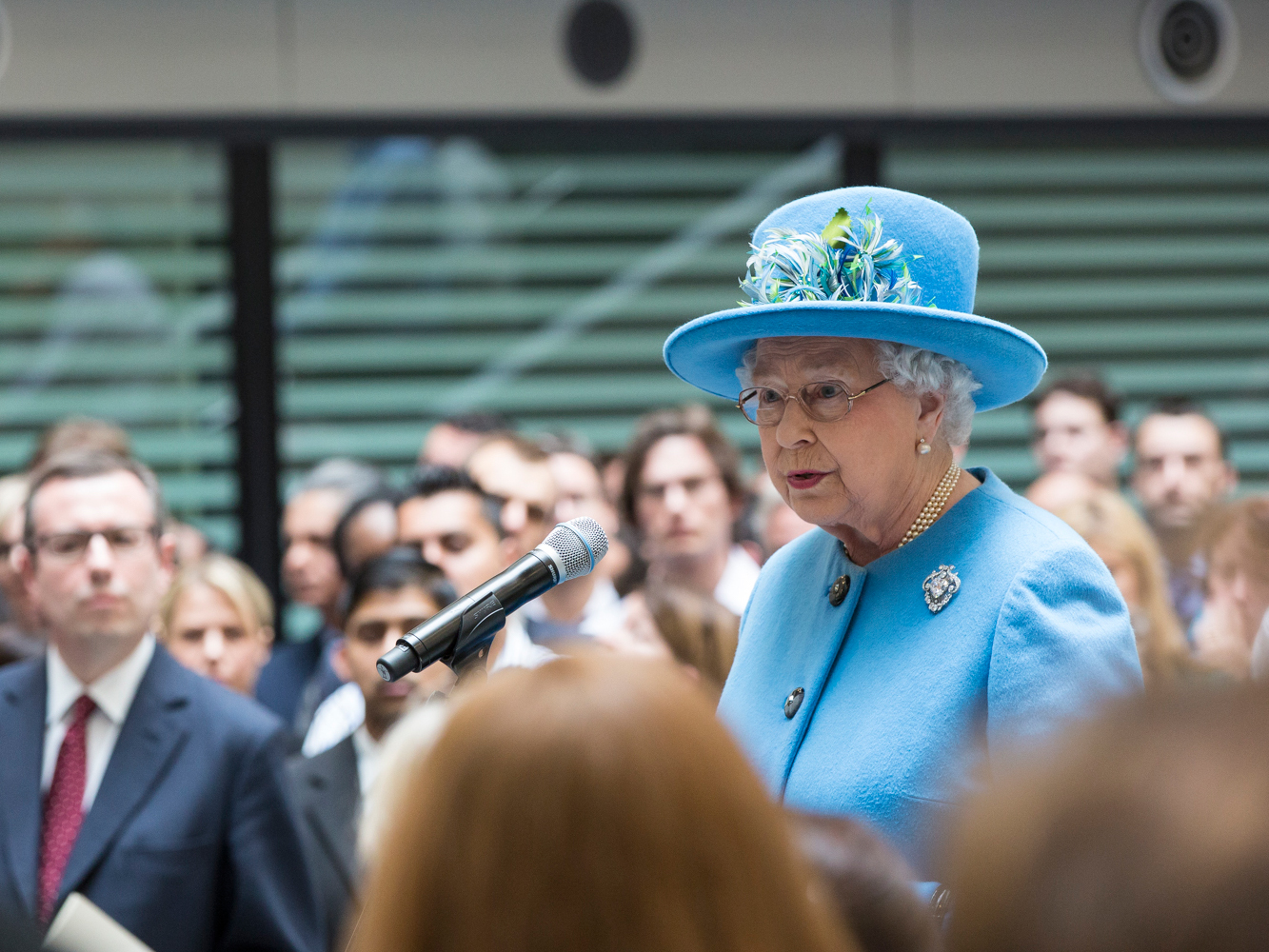
انگلیسی فصیح یا انگلیسی ملکه

در نقاط مختلف پادشاهی بریتانیا، مردم به لهجه‌های گوناگون تکلم می‌کنند و هر ناحیه لهجه خاص خود را دارد. در بریتانیا نسبت به کشورهای انگلیسی‌زبان دیگر مانند آمریکا، تنوع لهجه بیشتر است و مردم بریتانیا قادرند لهجه‌های مختلف را بهتر تشخیص دهند. لهجه و گویش یک شهروند علاوه بر زادگاه او، می‌تواند نشانگر طبقه اجتماعی او نیز محسوب شود. در برنامه‌های رادیویی و تلویزیونی سراسری بریتانیا، لهجه‌ای که مورد استفاده قرار می‌گیرد، لهجه مردم طبقه متوسط و تحصیلکرده جنوب بریتانیا است. در گذشته هنگامی که مردم در برنامه‌های رادیویی و تلویزیونی بی‌بی‌سی شرکت می‌کردند با این لهجه صحبت می‌کردند که به انگلیسی بی‌بی‌سی معروف بود اما امروزه لهجه‌های مناطق مختلف بریتانیا نیز شنیده می‌شود. به دلیل کاربرد زیاد لهجه رسمی لندن و جنوب انگلستان —که Estuary English نیز نامیده می‌شود
— سخن گفتن با این گویش در غرب و مرکز انگلستان نیز متداول شده است.

### گروه‌های قومیتی بریتانیا
طبق سرشماری سال ۲۰۲۱ بریتانیا، جمعیت این کشور به بیش از ۶۷ میلیون نفر رسید. بنابر داده‌های آماری همان سال از جمعیت بریتانیا، ۸۳٪ سفیدپوست، ۸/۶٪ آسیایی، ۳/۷٪  سیاه‌پوست، ۲/۷٪ چند نژادی و ۲٪ از سایر نژادها بودند.
در حال حاضر، جمعیت هندی‌ها و هندی تباران ساکن بریتانیا به حدود ۱٫۹ میلیون نفر می‌رسد که بزرگ‌ترین اقلیت قومی ساکن بریتانیا را تشکیل می‌دهند و نقشی عمده در تحکیم روابط بین دو کشور ایفا می‌کنند.